# Sempione Retail
Die Sempione Retail AG ist eine schweizerische Aktiengesellschaft, deren hauptsächliche Tätigkeit darin besteht, die Aktien an der Charles Vögele Holding zu halten. Die unternehmerische Leitung der Charles Vögele Holding wurde an die OVS übertragen.
Am 19. Oktober 2016 veröffentlichte die Sempione Retail ihr öffentliches Kaufangebot für die Charles Vögele Holding AG, welches bis zum 12. Dezember 2016 erfüllt wurde. So erwarb die Sempione Retail 82,62 Prozent der Aktien an Charles Vögele.
Nach der Übernahme wurden ein Grossteil der 284 Verkaufshäuser mit rund 2000 Mitarbeitern in Deutschland an die Unternehmen TEDi, Woolworth Deutschland und KiK weiter veräussert. Sie werden auf die Marken der neuen Eigentümer umgestellt. Die Niederlassungen in Österreich, Ungarn und Slowenien werden weiterbetrieben. Die Immobilien im Besitz der Charles Vögele Holding AG sollen für 165 Millionen CHF veräussert werden.
Das Logistik-Unternehmen XPO Logistics bekam den Zuschlag für die Lieferlogistik und ersetzt die bisherige hauseigene Logistik in der Schweiz. Die Kotierung der Charles Vögele Holding an der Schweizer Börse wurde im April 2017 durch Sempione Retail AG zurückgenommen. Für die entlassenen Mitarbeiter kämpft die Unia für einen einheitlichen Sozialplan.

## Eigentümerstruktur
An der Sempione Retail AG halten der italienische Modekonzern OVS 35 Prozent, Aspen Trust Services Limited als Trustee des Elarof Trust 20,5 Prozent und die Retails Investment S.R.L. 44,5 Prozent. Auf den 44,5-prozentigen Anteil der Retails Investment hat OVS eine Kaufoption, die frühestens 2019 genutzt werden kann.